# Hišám
Hišám (691, Damašek – 6. března 743, Damašek) celým jménem Hišám ibn Abdulmalik. Arabský chalífa z rodu Umajjovců v letech 724–743, další ze synů chalífy Abdulmalika.

## Mládí
Hišám byl vychováván v Damašku a vedl zde poklidný život. Byl vychován k poctivosti, svědomitosti a vážnosti. Nevykonával žádné zásadní a důležité funkce, politické zkušenosti získal pouze z pobytu na umajjovském dvoře.

## Chalífa
Za jeho dlouhé vlády nastal vrchol moci Umajjovců. Byla podniknuta řada vojenských kampaní. Proběhly různé administrativní a vojenské reformy. Rozvíjela se kultura. Obrovská říše se však musela potýkat s celou řadou problémů.

## Zahraniční politika
Hišám si uvědomil, že další expanze je pro obrovskou říši nežádoucí, a proto se snažil zřizovat obranné oblasti, které měly stabilizovat hranice. Přesto muslimští nájezdníci často překračovali hranice chalífátu a vydávali se do nitra nepřátelských území, ať už se jednalo o malé kořistnické výpravy, nebo větší vojenská tažení.

### Vývoj situace na západní hranici chalífátu
V době Hišámově dosáhli muslimové v západní Evropě největších územních zisků. Muslimský správce al-Andalusu Anbasa ibn Suhajm al-Kalbí opět obnovil vpády na území Franské říše. Jeho vojska obsadila celou Septimánii a pronikla do údolí Rhôny až k Vogézám a Besanconu.
V této politice pokračoval i jeden z jeho nástupců Abd ar-Rahmán ibn Abdulláh al-Gháfikí. Roku 732 uspořádal velkou výpravu, při níž překročil Pyreneje a porazil akvitánského vévodu Euda nedaleko Bordeaux. Jeho vojska poté pokračovala do nitra Franské říše až k Loiře. Eudo mezitím uprchl k franskému majordomovi Karlu Martelovi a pod přísahou věrnosti ho požádal o pomoc. Muslimská a franská vojska se následně v říjnu 732 střetla v proslulé bitvě u Tours a Poitiers. Abd ar-Rahmán při jednom z útoků padl a jeho vojsko poté ustoupilo na jih. Bitva je považována za jedno z rozhodujících střetnutí, která zastavila muslimskou expanzi proti křesťanské Evropě. Muslimové však nadále ovládali Septimanii a po několik let ještě pronikali hluboko do Franské říše podél toku Rhôny. Na čas dokonce ovládli i Arles a Avignon.

### Vývoj situace v severní Africe
Zdejší poměry byly určovány vývojem vztahu mezi nově příchozími Araby a islamizovanými Berbery. Ti byli za chalífy Umara II. obdařeni řadou výhod díky masovým konverzím k islámu. Jejich situace se však za vlády Umarových nástupců změnila a protežováni byli opět Arabové. To zapříčinilo růst napětí, které nakonec vyvrcholilo velkým berberským povstáním v Maghrebu a na Pyrenejském poloostrově v letech 740–742. Velkými podněcovateli povstání byli stoupenci cháridži. Jejich učení proto v oblasti zakořenilo a je zde v některých izolovaných oblastech přítomno do současnosti.
Mohutné povstání smetlo umajjovské místodržící a berberským vojskům se podařilo vstoupit do Kajruvánu na území Tuniska. Výprava, která byla proti povstalcům vyslána roku 741, byla poražena. Až následující rok se umajjovským vojskům podařilo zlomit berberský odpor a nastolit relativní pořádek. Berberské povstání nicméně významně pomohlo křesťanům v západní Evropě a umožnilo jim konsolidovat obranu a přeskupit síly.

### Vývoj situace na Blízkém Východě
Na byzantské hranici se situace od muslimské porážky u Konstantinopole neměnila několik let. Muslimové pod vedením chalífových synů Sulajmána a Mu’áviji pořádali každoroční nájezdy do Anatolie. Tyto vojenské podniky však dosahovaly pouze částečných úspěchů, neboť byzantský císař Lev III. oplácel muslimům vpády stejnou měrou.
Větší vojenské podniky muslimů byly vždy odraženy. Útok roku 726 byl zadržen již na východě Anatolie a roku 740 byli muslimové drtivě poraženi od Lva III. a jeho syna Konstantina v bitvě u Akroinu. Roku 741 pak Konstantin již jako císař zahájil úspěšnou válku s Araby, která skončila roku 752.
Na severní hranici museli Arabové trvale bojovat s Chazary. Válka se vedla na území Arménie, Gruzie a Ázerbájdžánu. Rozhodující bylo, kdo bude držet klíčové horské průsmyky na Kavkazu. V letech 727–731 se umajjovským vojskům podařilo ovládnout Darjalský průsmyk. Chazaři však podnikli protiútok a dostali se až do Mezopotámie. Nová arabská výprava je však zahnala zpět roku 733. Permanentní pohraniční konflikt zde probíhal po celé 8. století.

### Vývoj situace na východní hranici chalífátu
Ve střední Asii se Umajjovci narazili na vzrůstající moc Číny, které tehdy vládla dynastie Tchang. Číňané si podmanili Turky sídlící v prostoru mezi Ferganou a Tarimskou pánví a s jejich pomocí se jim podařilo rozdrtit muslimy nedaleko Samarkandu roku 730 a opětovně u Kašgaru roku 736. Arabové byli poté úspěšní v bitvě u Balchu roku 737, kde Turky porazil Nasr ibn Sajjar.

## Vnitřní politika
Hišám se po celou dobu své vlády snažil udržet vnitřní stabilitu chalífátu. Obezřetně postupoval ve vztazích mezi jednotlivými protivníky, skupinami a znesvářenými arabskými kmeny. Vždy se snažil být nad jednotlivými stranami. Místodržící jmenoval pod jejich schopností, nikoliv podle původu.

### Fiskální politika
Rozpočtová politika vynikala spořením a hromaděním přebytků a zvýšeným daňovým tlakem. Dochované prameny zmiňují Hišámovu hrabivost a hromadění soukromého majetku.
Chalífa nadále upravil berní systém říše. Jeho pokladna se totiž trvale potýkala s poklesy státních příjmů. Rozlišil proto osobní daň jinověrců a daň z hlavy od původního systému rent, které byly spojeny s držbou půdy. Daně spojené s půdou a jejím vlastnictvím či nájmem se tak proměnily v běžné pozemkové daně, které museli platit všichni bez ohledu na náboženskou víru. Tato pozemková daň byla nazývána charádž. Obce byly přitom zbaveny hromadné platební povinnosti a daň vybíraná od každého jednotlivce začala být evidována prostřednictvím písemného zápisu, který nahradil olověný přívěsek na krku plátce.

### Kultura
Závěr doby umajjovské se vyznačoval značným stavebním ruchem. Předchozí chalífové vládli příliš krátce na to, aby po nich zůstaly výrazné stavby. Většinou jen započali některé stavby, které byly za vlády Hišámovy dokončeny. I Hišám, jehož politika byla úsporná, investoval velké částky do architektury a s ní spojeného umění.
Architektura vynikala stavbou mešit. Byly dokončeny mešity v Halabu a v Ramle. Začala výstavba velkého minaretu u mešity v Kajruvánu, kterou později dokončovali Aghlabovci.
Novinkou byly také světské stavby, které se začaly budovat za vlády Hišámova předchůdce Jazída II. Chalífové často pobývali při tzv. jarních pobytech na okraji pouště. Tyto pobyty se postupně prodlužovaly a pouhé stany přestaly vládcům stačit. V krajích ležících východně od Mrtvého moře tak začaly vznikat malé umajjovské zámečky (kasr, al-kasr) nebo rozsáhlejší paláce (híra), kde se ubytovával i širší dvorský doprovod a družina. Tyto stavby často zhotovovali nearabští architekti, pocházející z různých regionů říše.
Mezi nejvýznamnější patří zámeček Amra, který je bohatě vyzdoben freskovými malbami. Ty jsou většinou ornamentální a postihují jednotlivé výjevy z každodenního života panovníků (lov, lázně, alegorie apod.). Lázeňský sál je vyzdoben přímo lidskými postavami, je zde chalífa na trůně a zároveň s ním i úhlavní nepřátelé islámu – sasánovský šáh, byzantský císař, etiopský král či vizigótský Roderich a jedna blíže neurčená panovnice. Tyto malby jsou zároveň důkazem toho, že v nejstarší době islámu nebyl zákaz zobrazování živých bytostí brán příliš vážně.
Vedle výtvarného umění kvetlo také umění poezie, hudby a zpěvu. Umělci navštěvovali umajjovský dvůr. Mezi nejvýznamnější patřili al-Achtal, al-Džaríja, Ma´bad, al-Gharíd, Júnus al-Kátib, který uspořádal první sbírku arabských písní.

## Smrt a nástupnictví
Hišám zemřel v březnu 743 a jeho nástupcem byl učiněn al-Valíd II., jehož nástupnictví bylo od počátku zpochybňováno ostatními příbuznými a nakonec vyústilo v občanskou válku.